# 訃報 2009年3月
訃報 2009年3月（ふほう 2009ねん3がつ）では、2009年3月中に物故した、又は物故が報じられた人物についてまとめる。

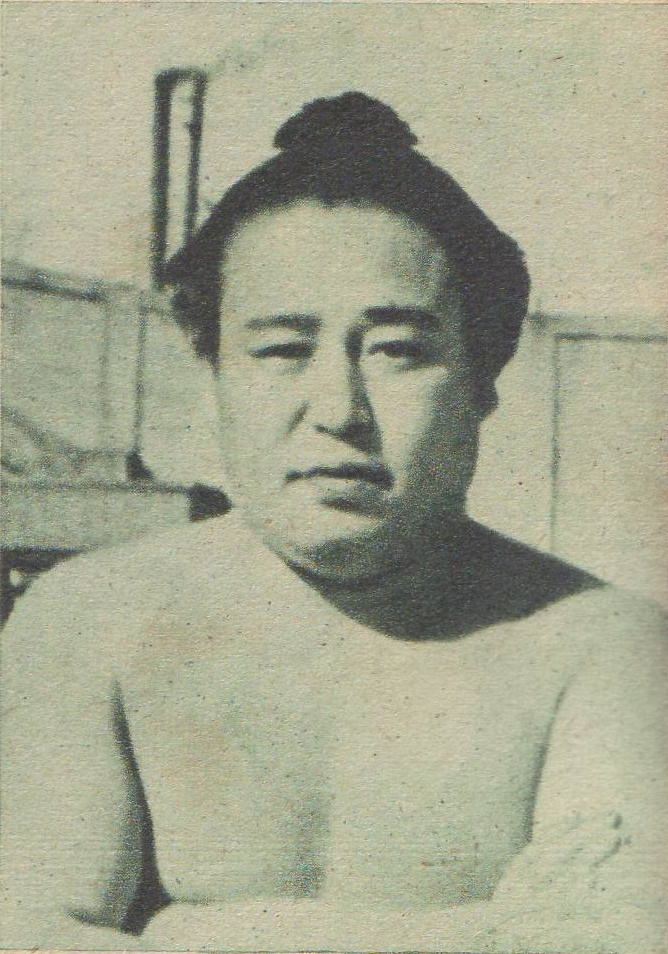
大昇充宏／3月1日没

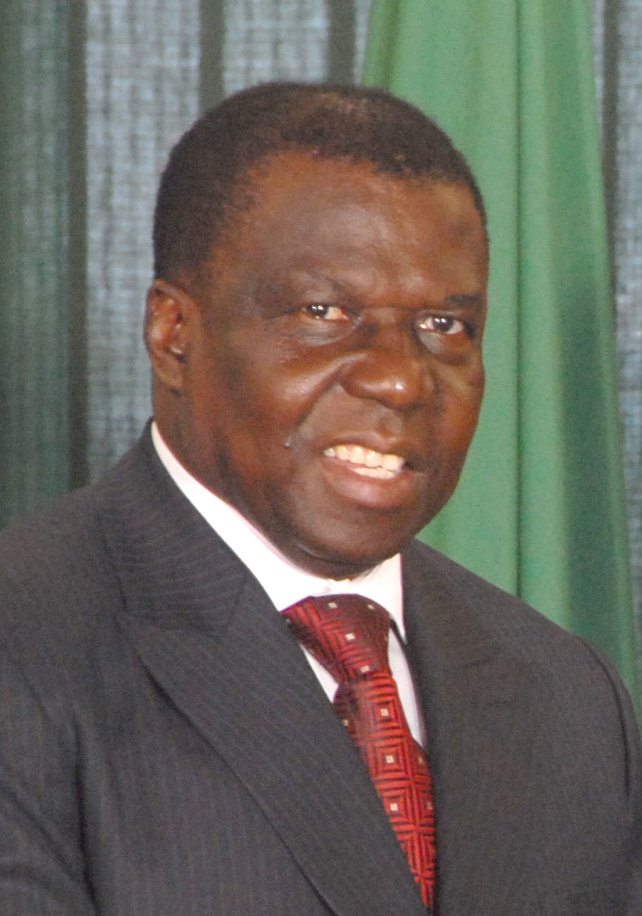
ジョアン・ヴィエイラ／3月2日没

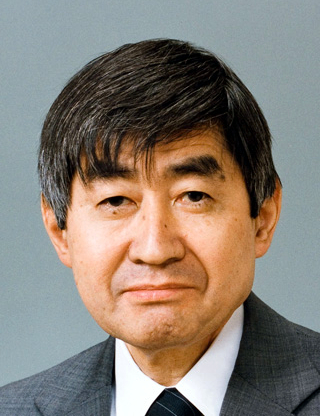
花房秀三郎／3月15日没

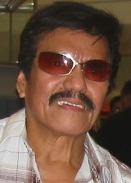
ローランド・ダンテス／3月16日没

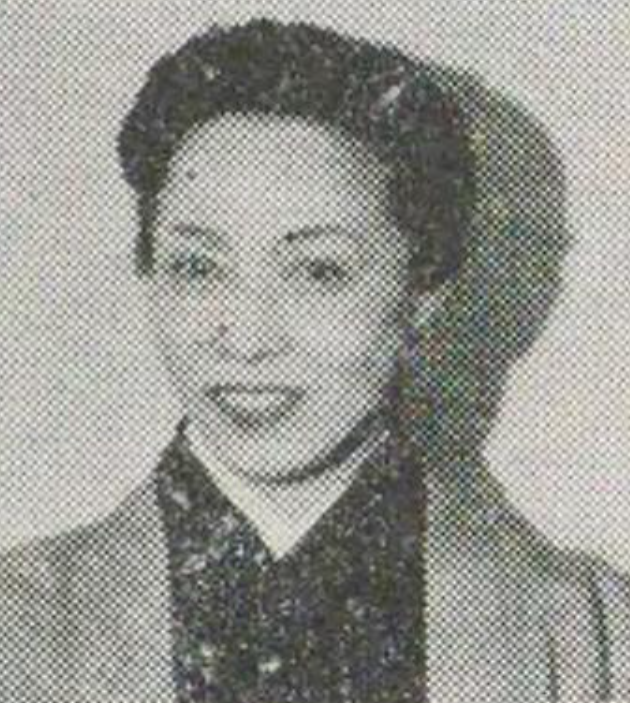
藤間紫／3月27日没

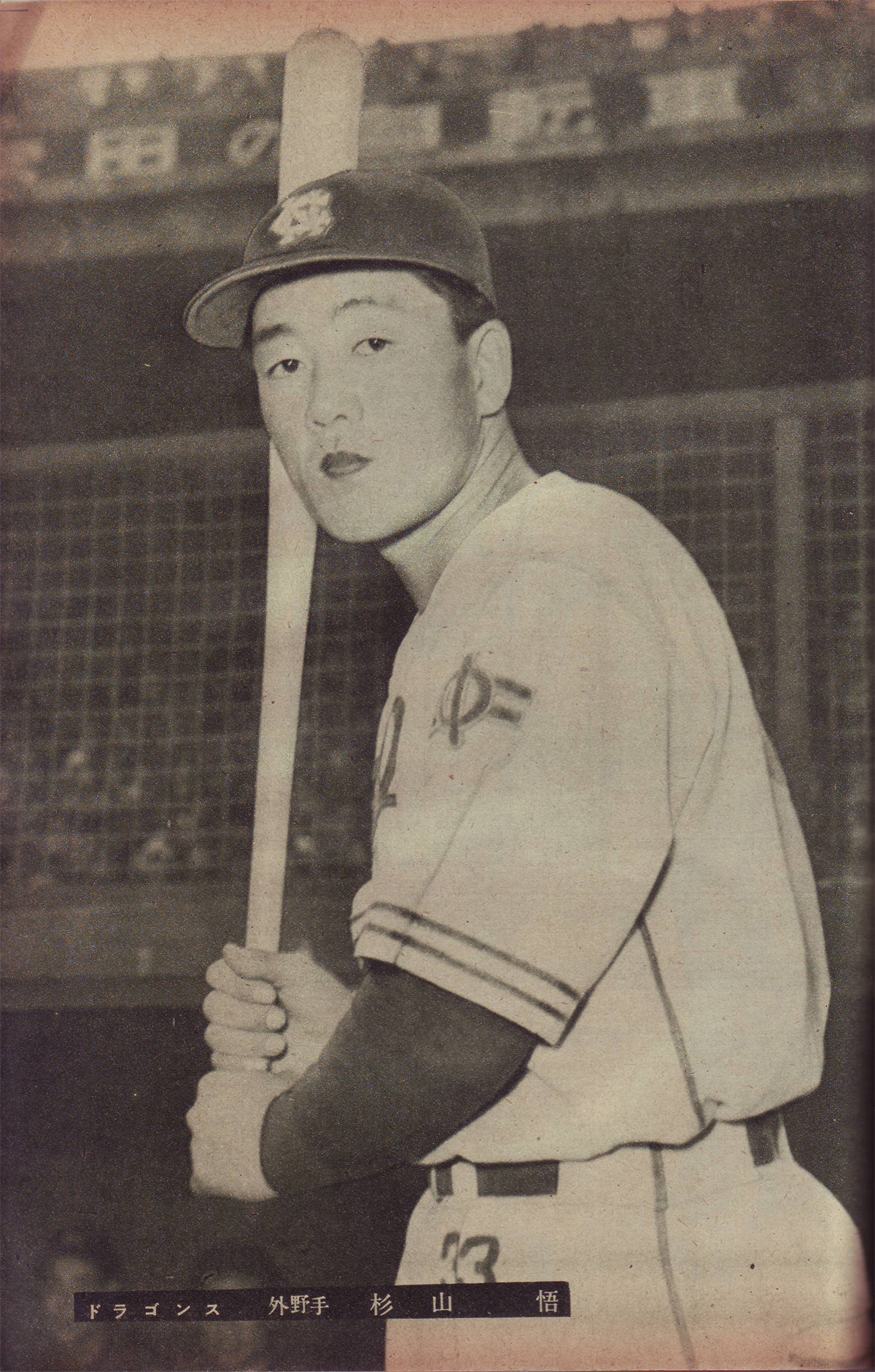
杉山悟／3月27日没

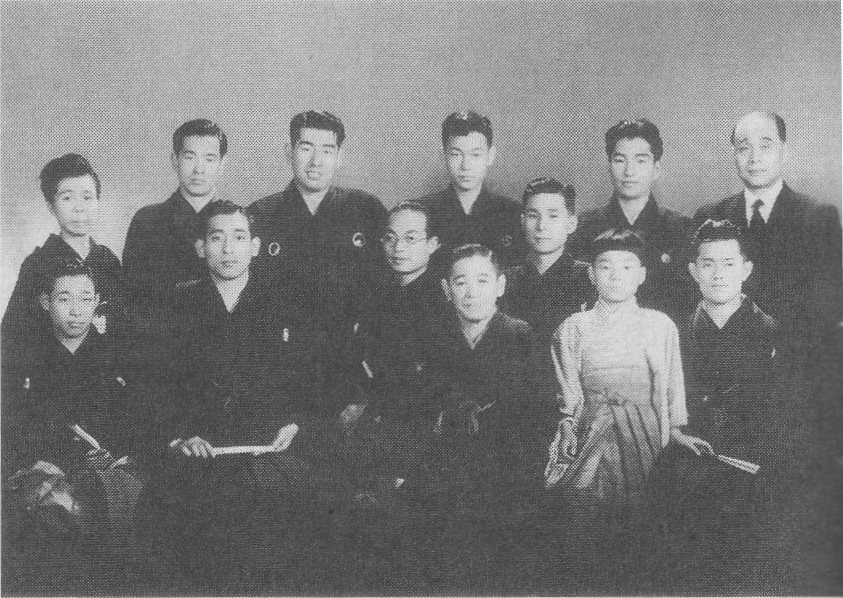
二代目露の五郎兵衛（前列左端）／3月30日没

## （1日 - 15日）
- 3月1日 - 眞鍋五郎、元ほくやく最高顧問、元バレオ会長（* 1917年）
- 3月1日 - 大昇充宏、大相撲春日山部屋元力士（* 1925年）
- 3月1日 - ジョアン・ターナー（Joan Turner）、アイルランドの舞台役者（* 1922年）
- 3月1日 - 吉岡吉典、日本の政治家、元日本共産党参議院議員（* 1928年）
- 3月1日 - バティスタ・タグメ・ナ・ワイ（Batista Tagme Na Waie）、ギニアビサウの軍高官（* 1949年）
- 3月2日 - 遠藤波津子、美容師（* 1914年）
- 3月2日 - 坪原喜三郎、伏見稲荷大社名誉宮司（* 1922年）
- 3月2日 - アーニー・アシュワース（Ernie Ashworth）、アメリカ合衆国のカントリーミュージックシンガー（* 1928年）
- 3月2日 - ジョアン・ヴィエイラ、ギニアビサウの大統領（* 1939年）
- 3月2日 - エルンスト・ベンダ、ドイツの法学者、旧西ドイツ連邦憲法裁判所長官（* 1925年）
- 3月3日 - フレミング・フリント（Flemming Flindt）、デンマークの振付師（* 1936年）
- 3月3日 - シドニー・アール・チャップリン（Sydney Earle Chaplin）、アメリカ合衆国の俳優、チャールズ・チャップリンの三男（* 1926年）
- 3月4日 - ホートン・フート、アメリカ合衆国の劇作家・脚本家（* 1916年）
- 3月4日 - サルヴァトーレ・サンペリ、イタリアの映画監督（* 1944年）
- 3月4日 - サルワ・アブ＝グリーシャ（Salwa Abou Greisha）、レバノンの歌手（* 1950年）
- 3月5日 - 松本三郎、防衛大学校元校長（* 1931年）
- 3月5日 - ジョン・ポール・オウル、ケニアの人権活動家（* 不明）
- 3月5日 - 山根俊英、日本の元プロ野球選手、指導者（* 1928年）
- 3月6日 - ジェームス・ベローズ（James Bellows）、アメリカ合衆国の新聞社オーナー（* 1922年）
- 3月6日 - クリストン・テンボ（Christon Tembo）、ザンビアの政治家、元副大統領（* 1944年）
- 3月6日 - フランシス・マガロナ、フィリピンのラッパー、俳優（* 1964年）
- 3月7日 - トゥリオ・ピネッリ、イタリアの映画脚本家（『道』他）（* 1908年）
- 3月7日 - 樋渡宏一、細胞遺伝学者、東北大学名誉教授（* 1921年）
- 3月7日 - バーバラ・パーカー（Barbara Parker）、アメリカ合衆国の推理作家（* 1946年）
- 3月7日 - チャン・ジャヨン、韓国の女優（* 1982年）
- 3月8日 - アンナ・マナハン（Anna Manahan）、アイルランドの女優（* 1924年）
- 3月8日 - ギルダリ・ラル・バールガヴァ（Girdhari Lal Bhargava）、インドの政治家（* 1936年）
- 3月8日 - ズビグニェフ・レリガ（Zbigniew Religa）、ポーランドの政治家、心臓外科医（* 1938年）
- 3月8日 - 伊藤隆大、日本の俳優、伊藤淳史の弟（* 1987年）
- 3月9日 - 近木圭之介、俳人（* 1912年）
- 3月9日 - ハンク・ロックリン（Hank Locklin）、アメリカ合衆国のカントリー歌手（* 1918年）
- 3月9日 - アーネスト・トローヴァ（Ernest Trova）、アメリカ合衆国の芸術家（* 1927年）
- 3月9日 - 石田晴久、計算機科学者、サイバー大学IT総合学部長、東京大学名誉教授（* 1936年）
- 3月9日 - 真板雅文、彫刻家（* 1944年）
- 3月9日 - ギジェルモ・トルンディケ（Guillermo Thorndike）、ペルーの鉄道工学者（* 1940年）
- 3月10日 - 秋山光和、美術史家、東京大学名誉教授（* 1918年）
- 3月10日 - 三佳令二、作詞家、音楽プロデューサー（* 1928年）
- 3月10日 - ブライアン・バリー、イギリスの哲学者（* 1936年）
- 3月10日 - ラルフ・メルカド（Ralph Mercado）、アメリカ合衆国の音楽興行師（* 1941年）
- 3月10日 - ウィズダム・シジバ、クリケット選手 （* 1914年）
- 3月11日 - 中部長次郎、長崎放送元社長（* 1921年）
- 3月11日 - ポール・ウェズリー・エイリー（Paul Wesley Airey）、アメリカ合衆国空軍下士官兵先任（* 1923年）
- 3月11日 - ジェニー・タンゲ（Jenny Tanghe）、ベルギーの映画女優（* 1926年）
- 3月11日 - バチョー・ペーテル（Bacsó Péter）、ハンガリーの映画監督（* 1928年）
- 3月12日 - リアノー・アネンバーグ（Leonore Annenberg）、アメリカ合衆国の篤志家（* 1918年）
- 3月12日 - 迫間健、劇作家、演出家（* 1919年）
- 3月12日 - 中里逢庵、陶芸家（* 1923年）
- 3月12日 - 増野宏一、共友石油販売元社長（* 1931年）
- 3月12日 - 若井邦夫、心理学者、北海道大学名誉教授（* 1935年）
- 3月12日 - ヤン・テル・ラーク（Jan ter Laak）、オランダの神学者（* 1938年）
- 3月13日 - ジェイムズ・パーディ（James Purdy）、アメリカ合衆国の詩人（* 1917年）
- 3月13日 - ベッツィー・ブレア（Betsy Blair）、アメリカ合衆国出身のイギリスの女優（* 1923年）
- 3月13日 - アンドリュー・マーチン、カナダのプロレスラー（* 1975年）
- 3月13日 - アキッレ・コンパニョーニ （Achille Compagnoni)、イタリアの登山家（* 1914年）
- 3月14日 - 山本克之、情報科学者（* 1945年）
- 3月14日 - 真島満秀、鉄道写真家（* 1946年）
- 3月14日 - アラン・バシュン（Alain Bashung）、フランスの歌手、コメディアン（* 1947年）
- 3月14日 - 李鈺（李钰）、中華人民共和国の女優（* 1976年）
- 3月14日 - ハリー・シャウプ、アメリカ合衆国の軍人。階級は大佐。NORADで司令官を務めていた際に、初の「サンタ追跡」を行った（* 1917年）
- 3月15日 - シンキチ・タジリ、日系二世オランダ系アメリカ人の彫刻家（* 1923年）
- 3月15日 - 花房秀三郎、細菌学者、ロックフェラー大学名誉教授、元大阪バイオサイエンス研究所所長（* 1929年）
- 3月15日 - リチャード・アオキ（Richard Aoki）、アメリカ合衆国の日系アメリカ人市民活動家、ブラックパンサー党設立メンバー（* 1938年）
- 3月15日 - ロン・シルヴァー、アメリカ合衆国の俳優（* 1946年）

## （16日 - 31日）
- 3月16日 - ジャック・ローレンス、作詞家（* 1912年）
- 3月16日 - サー・ジョン・ニコラス・ヘンダーソン、元在アメリカ合衆国イギリス大使（* 1919年）
- 3月16日 - アブデルケビール・ハティビ（Abdelkébir Khatibi）、モロッコ王国の小説家（* 1938年）
- 3月16日 - アラン・サディック（Alan Suddick）、イングランドのサッカー選手、元イングランドユース代表選手（* 1944年）
- 3月16日 - ミリエンコ・リクル（Miljenko Licul）、クロアチア出身のスロベニアのグラフィックデザイナー、スロベニアのユーロ硬貨デザイナー（* 1946年）
- 3月16日 - ローランド・ダンテス（Roland Dantes）、フィリピンの俳優、ボディビルダー（* 1944年）
- 3月17日 - 須知徳平、児童文学作家（* 1921年）
- 3月17日 - 顧金池（顾金池）、中華人民共和国全国人民代表大会元委員（* 1932年）
- 3月17日 - クロードビル・エルナンデス（Clodovil Hernandes）、ブラジルのファッションデザイナー、政治家（* 1937年）
- 3月17日 - ホワイティ・ロックマン、メジャーリーガー（* 1926年）
- 3月18日 - 石田俊丸、保健体育学者、東京工業大学名誉教授（* 1921年）
- 3月18日 - 水谷雅一、経営倫理実践研究センター会長（* 1928年）
- 3月18日 - エディー・ボー、アメリカ合衆国の歌手、ピアニスト（* 1930年）
- 3月18日 - ナターシャ・リチャードソン、英国の映画女優（* 1963年）
- 3月19日 - ゲルトルート・フッセンネッガー（Gertrud Fussenegger）、オーストリアの小説家（* 1912年）
- 3月19日 - 山際素男、作家、翻訳家（* 1929年）
- 3月19日 - イヴァル・ヴェルドレ、エストニアの魚類学者（* 1931年）
- 3月17日 - ノルベルト・エシュマン（Norbert Eschmann）、スイスのサッカー選手（* 1933年）
- 3月20日 - 塩田庄兵衛、経済学者、東京都立大学 (1949-2011)/立命館大学名誉教授（* 1921年）
- 3月20日 - アブデルラティーフ・フィラーリ（Abdellatif Filali）、モロッコの政治家、元首相（* 1928年）
- 3月20日 - ロバータ・アリソン・バウムガードナー（Roberta Alison Baumgardner）、アメリカ合衆国のテニス選手（* 1943年）
- 3月20日 - 安田伊佐夫、日本の元競馬騎手、調教師【日本中央競馬会所属】（* 1944年）
- 3月20日 - 伊藤計劃、SF作家（* 1974年）
- 3月19日 - ヤロスラフ・ピトナー、チェコのアイスホッケーコーチ（* 1926年）
- 3月21日 - ハディジェ・サカフィ（Khadijeh Saqafi）、イランの国母、アヤトラ・ホメイニの夫人（* 1915年）
- 3月21日 - 高村幸男、日本の数学者、お茶の水女子大学名誉教授、高村正彦外相の兄（* 1932年?）
- 3月22日 - 望月洋子、作家（* 1931年）
- 3月22日 - 青井達也、ラグビー選手（* 1932年）
- 3月22日 - ジェイド・グッディ（Jade Goody）、イギリスのリアリティ番組タレント（* 1981年）
- 3月23日 - マヌエル・デル・ロサリオ（Manuel del Rosario）、フィリピンのカトリック司教（* 1915年）
- 3月23日 - カルロス・センプルン（Carlos Semprún）、スペインのジャーナリスト（* 1926年）
- 3月23日 - 稗田研二、日本の元競馬調教師【日本中央競馬会所属】（* 1948年）
- 3月24日 - ジョージ・ケル、アメリカ合衆国のメジャーリーグ野球選手、アメリカ野球殿堂入り選手（* 1922年）
- 3月24日 - 井上良、ジャズミュージシャン（* 1936年）
- 3月24日 - エベ・ルンドガールド（Ebbe Lundgaard） 、デンマークの政治家（* 1944年）
- 3月24日 - イーゴリ・ステリノフ（Igor Stelnov）、ロシア（旧ソ連）のアイスホッケー選手（* 1963年）
- 3月24日 - 辻昌建、プロボクサー（* 1978年）
- 3月25日 - ジョン・ホープ・フランクリン（John Hope Franklin）、アメリカ合衆国の歴史家（* 1915年）
- 3月25日 - ジョニー・ブランチャード（Johnny Blanchard）、アメリカ合衆国メジャーリーグ ニューヨーク・ヤンキース元選手（* 1933年）
- 3月25日 - マリリン・ボーデン（Marilyn Borden）、アメリカ合衆国の女優・歌手（* 1932年）
- 3月25日 - 遠藤幸雄、体操競技元日本代表選手、日本大学元教授（* 1937年）
- 3月25日 - 曹又方（曹又方）、中華民国の小説家（* 1942年）
- 3月25日 - ダン・シールズ（Dan Seals）、アメリカ合衆国のシンガーソングライター、元イングランド・ダン&ジョン・フォード・コーリーメンバー（* 1948年）
- 3月25日 - ジョヴァンニ・パリージ（Giovanni Parisi）、イタリアのボクサー、ソウルオリンピック男子フェザー級金メダリスト（* 1967年）
- 3月25日 - オチカイ・ガーボル（Ocskay Gábor）、ハンガリーのアイスホッケー選手（* 1975年）
- 3月25日 - 小山晃佑（Kosuke Koyama）、アメリカ合衆国の日本人神学者（* 1975年）
- 3月26日 - イェフ・ディーデレン（Jef Diederen）、オランダの画家（* 1920年）
- 3月26日 - アルネ・ヨアヒム・ベンディクセン（Arne Joachim Bendiksen） 、ノルウェーの歌手、音楽制作者（* 1926年）
- 3月26日 - アハメド・シャクウィー（شوقي شامخ） 、エジプトの映画監督（* 1949年）
- 3月27日 - アルノルド・メリ（Arnold Meri）、エストニアのレジスタンス兵士、ソビエト連邦の軍人（* 1919年）
- 3月27日 - 藤間紫、日本の舞踏家、女優（* 1923年）
- 3月27日 - 杉山悟、日本の元プロ野球選手、指導者、野球評論家、名古屋ドラゴンズ元外野手・二軍監督、ラジオ関東元解説者（* 1926年）
- 3月27日 - 土屋耕一、コピーライター（* 1930年）
- 3月28日 - 早川良雄、グラフィックデザイナー（* 1917年）
- 3月28日 - ジャネット・ジェーガン、ガイアナの政治家、元大統領（* 1920年）
- 3月28日 - 宮崎憲之、浄土真宗本願寺派総務、千代田女学園理事長（* 1937年）
- 3月28日 -  ウゴ・マルティナット（Ugo Martinat）、イタリア共和国元老院元議員（* 1942年）
- 3月29日 - ヘレン・レヴィット、アメリカ合衆国の写真家（* 1913年）
- 3月29日 - モーリス・ジャール、フランスの作曲家（* 1924年）
- 3月29日 - ウラディミール・フェドトフ（Vladimir Fedotov）、ロシア（旧ソ連）のサッカー選手、元ソ連代表選手（* 1943年）
- 3月29日 - 中西勝己、大毎オリオンズ元投手（* 1935年）
- 3月30日 - ロラス・ジョセフ・ウォッターズ（Loras Joseph Watters）、アメリカ人のカトリック教会司祭（* 1915年）
- 3月30日 - アンキット（Ankito）、ブラジル連邦共和国の映画俳優（* 1924年）
- 3月30日 - 大木実、日本の俳優（* 1923年）
- 3月30日 - 二代目露の五郎兵衛、日本の上方噺家、大阪にわかの仁輪加師、元上方落語協会会長（* 1932年）
- 3月30日 - アンドレア・ミード＝ローレンス（Andrea Mead-Lawrence）、アメリカ合衆国のアルペンスキー選手、オスロオリンピック金メダリスト（* 1932年）
- 3月30日 - ジャッキー・プレトリウス（Jackie Pretorius）、南アフリカ共和国のF1レーサー（* 1934年）
- 3月30日 - 村上アヤメ、日本で最初のバスガイド（* 1911年）
- 3月30日 - ユージーン・ドレンテ、スリナムの詩人、脚本家（* 1925年）
- 3月31日 - チョール・シン、シンガポールの最高裁判所裁判官（* 1911年）
- 3月31日 - ラウル・アルフォンシン、アルゼンチン第49代大統領（* 1927年）
- 3月31日 - 金田龍之介、日本の俳優（* 1928年）
- 3月31日 - 洪成南、朝鮮民主主義人民共和国閣僚会議元議長（* 1929年）
- 3月31日 - 新倉尚文、大和自動車交通会長（* 1930年）
- 3月31日 - 吉村信良、合唱指揮者、元全日本合唱連盟理事長（* 1933年）
- 3月31日 - 許登源（許登源）、中華民国の思想家（* 1937年）